# Mesoleius placidus
Mesoleius placidus là một loài tò vò trong họ Ichneumonidae.